# A.S.D. Tre Pini Matese
ASD Tre Pini Matese là một câu lạc bộ bóng đá Ý có trụ sở tại Sepicciano, Piedimonte Matese, Caserta, Campania.

## Lịch sử
Câu lạc bộ được thành lập vào năm 2012 với tên ASD Tre Pini Sports Matese. Tre Pini Sporting Matese đã được nhận vào Prima Categoria cho mùa giải 2012-13, giành chiến thắng thăng hạng cho Promozione Molise sau khi kết thúc với tư cách là nhà vô địch và ghi tổng cộng 76 điểm sau 30 trận.
Trong mùa giải 2015-16, Tre Pini đã kết thúc với tư cách là á quân của Polisportiva Gioventù Calcio Dauna ở Eccellenza Molise, mặc dù có một số tranh cãi về việc liệu Dauna và một câu lạc bộ khác, U.S Venafro có bị lôi kéo vào vụ bê bối tham nhũng hay không. Do đó, một số đại diện của Gioventù Dauna đã nhận tiền phạt từ € 5.000,00 - € 10.000,00, trong khi câu lạc bộ bị buộc tội khác, Venafro đã bị phạt một khoản tiền 4.000,00 €. Điều này có nghĩa là vị trí hạng nhất của Dauna đã được trao cho Tre Pini hạng hai, với câu lạc bộ bị buộc tội còn lại ở Eccellenza cho mùa giải tiếp theo. Do đó, Tre Pini đã tạm thời được nhận vào Serie D cho mùa giải 2016-17. Một tòa án liên bang đã phán quyết Dauna vô tội về bất kỳ hành vi sai trái nào và chức danh và sự thăng hạng của họ đã được khôi phục.

## Thi đấu Cúp
Mùa giải 2013-14 đã chứng kiến câu lạc bộ thi đấu tại Coppa Italia Dilettanti Molise lần đầu tiên trong lịch sử. Tre Pini đã không vượt qua vòng bảng. Mùa giải tiếp theo, đội đủ điều kiện cho vòng bán kết cúp. Điều này đã được nhân đôi trong mùa 2015-16. Mùa giải 2016-17 đã chứng kiến họ đứng đầu bảng của họ và tiếp tục chơi ở tứ kết của giải đấu, tuy nhiên, Tre Pini bị loại (thất bại tổng hợp 6 -5), sau khi thắng trận lượt về trên sân nhà 3-2 trước Isernia.

## Màu sắc và logo câu lạc bộ
Màu nhà của Tre Pini là xanh lá cây và trắng. Huy hiệu của câu lạc bộ trong đó mô tả ba cây thông trên đỉnh ba đỉnh tỏ lòng kính trọng đến thị trấn Piedimonte Matese và các vùng lân cận trong miền núi khu vực của Campania ở miền Nam nước Ý.

## Câu lạc bộ địa phương
Đối thủ gần nhất của họ về khoảng cách là ASD Alliphae, một đội bóng đến từ Alife, và sau đó là Caserta dựa trên trang phục Casertana. Khoảng cách giữa Alife và Piedimonte Matese là khoảng 3,3 dặm (5,5 km), trong khi Caserta là khoảng 24 dặm (40 km) đi.

## Các trận giao hữu
Vào ngày 11 tháng 2 năm 2016, Tre Pini đã tổ chức một trận giao hữu với Casertana với I Falchetti kết thúc trận đấu với số liệu gấp đôi trong số 10 giờ rưỡi. Sau khi thua 0-10 vào tháng Hai; một trận giao hữu thứ hai đã được tổ chức tại Stadio Pasqualino Ferrante vào ngày 21 tháng 8, trong giai đoạn tiền mùa giải 2016−17. Các bàn thắng từ Matmute và Giorno là đủ để mang lại cho đội khách một chiến thắng thứ hai liên tiếp trước các đối thủ của họ.

## Nhà tài trợ và nhà sản xuất trang phục
Bộ đồ gia dụng của Tre Pini được sản xuất bởi thương hiệu thể thao quốc tế Kappa của Ý. Bộ đồ sân khách của họ được sản xuất bởi Zeus và nhà tài trợ áo sơ mi chính của họ là Città di Piedimonte Matese.